# Museo d'arte islamica della Malaysia
Il Museo d'arte islamica della Malaysia (Malay: Muzium Kesenian Islam Malaysia) è stato aperto ufficialmente il 12 dicembre 1998. Si trova nel cuore della zona turistica di Kuala Lumpur, nel verde lussureggiante dei Giardini Botanici Perdana, a pochi passi dalla Moschea Nazionale, dal Parco degli Uccelli e dal Planetario Nazionale. 
É il più grande museo di arti islamiche del sud-est asiatico con oltre settemila oggetti provenienti da tutto il mondo islamico.

## Esposizioni
Il museo ha 12 gallerie principali che sono classificate in base ai tipi di manufatti sparsi tra il terzo e quarto piano. Nel terzo piano si trovano la Galleria del Corano e dei manoscritti, la Galleria di architettura islamica, la Galleria dell'India, la Galleria cinese, la Galleria del mondo antico malese e la ricostruita Sala siriana ottomana risalente al XIX secolo. I visitatori possono anche salire al quarto piano che ospita un'esposizione di gioielli, tessuti, armi e armature, ceramiche e antichi oggetti in vetro islamico.